# Угреньга
Угреньга — малая река в Верховажском районе Вологодской области и Вельском районе Архангельской области, левый приток Ваги. Длина — 20 км.

## Течение
Река берёт начало из болота Угреньгское в Верховажском районе, в 11 километрах на северо-запад от села Верховажье. В верховьях река течет на северо-восток, а после впадения притока Каменский поворачивает на юго-восток. Ширина реки не превышает 10 метров. Примерно в 6 километрах от устья пересекает автодорогу М8. Впадает в Вагу близ деревни Теребино Муниципального образования «Низовское».

## Данные водного реестра
- Бассейновый округ — Двинско-Печорский
- Речной бассейн — Северная Двина
- Речной подбассейн — Северная Двина ниже места слияния Вычегды и Малой Северной Двины
- Водохозяйственный участок — Вага

## Топографические карты
- Лист карты P-37-119,120 Пежма. Масштаб: 1 : 100 000. Указать дату выпуска/состояния местности.
- Лист карты P-38-109,110 Верховажье. Масштаб: 1 : 100 000. Указать дату выпуска/состояния местности.